# Автостопом по галактиці
«Автостопом по галактиці» (англ. The Hitchhiker's Guide to the Galaxy) — фантастичний комедійний фільм, заснований на романі Дугласа Адамса. Знімання закінчили в серпні 2004 року, фільм вийшов 28 квітня 2005 у Великій Британії, Австралії і Новій Зеландії, а наступного дня у США. Він йшов у кінотеатрах в усьому світі протягом травня, червня, липня, серпня і вересня 2005.

## Сюжет
Несподівано для всіх жителів Землі виявилося, що їхня планета — лиш прикра перешкода на шляху галактичної траси і підлягає знесенню. Буквально за хвилину світ вибухає. Єдиний, хто врятувався з приреченої блакитної планети — простий роботяга Артур Дент, якому пощастило мати друга-прибульця, котрий замаскованим мешкав серед людей. Разом із ним він мандрує Чумацьким Шляхом, відвідуючи далекі світи…

## У ролях
| Актор          | Роль                                                  |
| -------------- | ----------------------------------------------------- |
| Мартін Фріман  | Артур Філіп Дент                                      |
| Сем Рокуелл    | Зафод Біблброкс                                       |
| Мос Деф        | Форд Префект                                          |
| Зоуі Дешанель  | Трілліан Тріша МакМіллан                              |
| Білл Наї       | Слартібарфаст                                         |
| Ворвік Девіс   | Марвін (робот)                                        |
| Джон Малкович  | Хуммі Кавуля                                          |
| Анна Чанселлор | Квестулар Ронток                                      |
| Стівен Фрай    | Путівник по галактиці для подорожуючих автостопом     |
| Джек Стенлі    | Другорядні персонажі роману «Автостопом по галактиці» |

## Цікаві факти
- На планеті Вогсфера, куди герої прибувають для порятунку Трілліан з ув'язнення вогонів, під землею живуть істоти, від яких будь-хто при вимовлянні слів, що означають будь-яку розумову діяльність, отримує удар по обличчю. Істоти схожі на лопати або мухобійки. Вони вириваються з-під землі прямо перед ударом і знову ховаються. Їхньою наявністю можна пояснити тупість вогонів.
- На тій же планеті, в сцені, де герої заповнюють бланки і добиваються звільнення Тріліан з під варти, в черзі за ними можна побачити робота — точну копію Марвіна з телевистави 1981 року.
- У фільмі є момент, де присутнє число 42, але не як відповідь на основне питання. Коли корабель «Золоте серце» відвертався від термоядерних ракет на орбіті Маграта, борткомп'ютер доповів: «Моя система навігації несправна. Сорок дві секунди до зіткнення»
- Цікавий збіг: на момент виголошення Комп'ютером відповіді «42» на основне питання тривалість фільму становить 42 хвилини.
- В самому кінці фільму, перед тим, як космічний корабель переходить на «тягу не ймовірностей», він набуває різних незвичайних форм, серед яких з'являється обличчя Дугласа Адамса.

## Знімальна група
- Режисер — Гарт Дженнінгс
- Сценарист — Дуглас Адамс
- Продюсер — Дуглас Адамс (посмертно), Джей Роуч, Гарі Барбер, Роджер Бірнбаум
- Композитор — Ерік Колвін